# 500px
500px (ausgesprochen „five hundred pixels“) ist eine seit 2009 betriebene Online-Community für Fotografie. Gegründet wurde das in Toronto ansässige Unternehmen von Oleg Gutsol und Ian Sobolev (bürgerlich Evgeny Tchebotarev) und verzeichnet über 13 Millionen registrierte Benutzer aus 190 Ländern.

## Geschichte
2003 startete Sobolev 500px als Hobbyprojekt innerhalb des Bloganbieters LiveJournal, während er an der Ryerson University Betriebswirtschaft studierte. Der Name ging auf den Fakt zurück, dass zu jener Zeit eine Bildbreite von 500 Pixel als geeignete Größe für die Darstellung von Bildern auf Websites angesehen wurde und zugleich als Obergrenze für die hochgeladenen Bilder bei LiveJournal festgelegt war. Die für 500px eingereichten Bilder wurden persönlich bewertet und nur auf der Website veröffentlicht, wenn sie ausreichende Qualitätsmerkmale aufwiesen, um von den Kuratoren des Hobbyprojekts angenommen zu werden.
Sobolev tat sich in der Folge mit Oleg Gutsol zusammen, und Anfang 2009 begannen sie, eine weitgehend automatisierte Version von 500px zu entwickeln. Die Bildbreite wurde auf 900 Pixel erweitert, doch der Name blieb. Sie starteten die neue Fassung der Website am 31. Oktober 2009 als eigenständige Online-Community. Im Februar 2012 wurden die Funktionsweisen flow, stories und market hinzugefügt.
Im März 2014 betrat 500px den Markt der Lizenzierung, indem den Benutzern die Möglichkeit geboten wurde, die hochgeladenen Bilder auf der Plattform Prime anzubieten. Dabei wurden den Fotografen bei Verkauf mit „exklusiver Lizenz“ (das Bild wurde nur über 500px vertrieben) 60 % des Verkaufserlöses garantiert, bei „nicht exklusiver Lizenz“ 30 %.
Nachdem die Visual China Group (VCG) bereits seit 2015 als größter Geldgeber für 500px agierte, wurde im Februar 2018 bekannt gegeben, dass sie nun 100 % der Anteile von 500px und damit das Unternehmen übernommen hatte.
Im Zuge der Übernahme wurde die eigene Lizenzierungsplattform, welche zwischenzeitlich von Prime auf Marketplace umbenannt wurde, zum 30. Juni 2018 eingestellt. Alle zukünftigen Lizenzierungen werden für den chinesischen Markt über die VCG sowie für den Rest der Welt über Getty Images abgewickelt. Kritik löste aus, dass im Zuge der Übernahme durch die VCG die Möglichkeit entfiel, Bilder unter einer Creative-Commons-Lizenz anzubieten und vor allem, dass bestehende Creative-Commons-Werke von der Plattform entfernt wurden.
Am 4. Juni 2018 wurde das Angebot von 500px um einen Direktnachrichtendienst erweitert, mit dem Nutzer privat kommunizieren können.

## Funktionen
500px möchte durch verschiedene Techniken jedem Nutzer eine Chance bieten, mit seinen Bildern ein breiteres Publikum zu erreichen.
Wie allgemein üblich, kann man Werke bestimmten Kategorien wie beispielsweise Fashion, Landscape oder Black and White zuordnen sowie mit Schlagwörtern und Geo-Tags versehen. Andere Nutzer können öffentlich Bilder kommentieren.
Auf 500px besitzt außerdem jedes Bild einen Pulse, welcher durch eine Zahl von 0 bis 100 ausgedrückt wird. Ein geheimer Algorithmus ermittelt fortlaufend diese Kennzahl. Er basiert vermutlich unter anderem auf der Zahl der Klicks, der Likes, welche ein Bild von anderen Benutzern erhält, der Anzahl von Kommentaren sowie dem Pulse anderer Bilder des Mitglieds. In die Bewertung fließt außerdem ein, wie viele Likes ein Nutzer vergibt. Je höher die Zahl, umso weniger zählt sein Like. Der Pulse ist entscheidend für die Positionierung des Bildes in der Suche und im Discover-Bereich.
Mit der Funktion Discover stellt 500px die Möglichkeit bereit, neue Bilder von bisher unbekannten Fotografen zu entdecken. Die Funktion wird eingeteilt in die Unterbereiche Fresh, Upcoming, Popular und Editors Choice, welche man nach den üblichen Kategorien zusätzlich einschränken kann. Während in Fresh chronologisch die neuesten Uploads erscheinen – sofern sie mit allen notwendigen Informationen wie einer Kategorie und ausreichend Schlagwörtern versehen wurden – werden im Bereich Popular Bilder, welche einen bestimmten Pulse erreicht haben, angezeigt. Upcoming ist zwischen Popular und Fresh angesiedelt. Hier erscheinen nur neue Bilder, welche aber dennoch bereits einen bestimmten Pulse besitzen.
Editors Choice beinhaltet keine durch einen Algorithmus ausgewählte, sondern von sogenannten Guest Editors persönlich kuratierte Bilder. Diese Guest Editors sind von 500px turnusmäßig ausgewählte Mitglieder, deren freiwillige Aufgabe es ist, eine Auswahl von Bildern für den Editors-Choice-Bereich zusammenzustellen. Im Gegenzug erhalten sie eine Vorstellung im Blog von 500px und dadurch selbst gesteigerte Aufmerksamkeit.

## Rezeption
Im ersten Betriebsjahr 2009 hatte die Website etwa 1.000 Mitglieder, Ende November 2012 waren es bereits über 1,5 Millionen Benutzer.
Der Blog der Website wurde 2012 vom Time-Magazin unter den 25 besten Blogs aufgezählt. Michael Muchmore vom PC Magazine beurteilte 500px mit „gut“ (3,5 von 5 Punkten).

## Kontroverse
Am 21. Januar 2013 entfernte Apple die App von 500px aus dem App Store wegen der angeblichen Anzeige von pornographischem Material. Eine neue Version mit einer Alterseinstufung ab 17 Jahren wurde am 29. Januar 2013 veröffentlicht.